# Parque Nacional Yakushima
El Parque Nacional de Yakushima (屋久島国立公園, Yakushima Kokuritsu Kōen) es un área protegida situada en la prefectura de Kagoshima, Kyushu. Incluye partes de las islas Ōsumi con Yakushima, toda la isla Kuchinoerabu-jima y algunas zonas marinas circundantes. Su tamaño total es de 325,53 kilómetros cuadrados.
El parque nacional se estableció el 16 de marzo de 1964 y se asignó al parque nacional de Kirishima, que se convirtió en el Parque Nacional de Kirishima-Yaku. El 16 de marzo de 2012, Yakushima se separó como Parque Nacional de Yakushima. El Parque Nacional Kirishima-Yaku pasó a llamarse Parque Nacional Kirishima-Kinkōwan, con una superficie de 365,86 km².

## Geografía
El parque nacional cubre más de 20.989 hectáreas en Yakushima. Esto supone el 42% de la superficie terrestre de la isla y 3.943,4 hectáreas de zona marina adyacente. Se encuentra principalmente en la costa oeste de la isla. Kuchinoerabu-jima tiene 3.577 hectáreas y pertenece en su totalidad al parque nacional más 4.043,5 hectáreas de aguas costeras. Por tanto, el parque nacional abarca 24.566 hectáreas y 7.986,9 hectáreas de mar.
La zona central del parque nacional está formada por los montes Okudake. El punto más alto es el monte Miyanoura, con una altura de 1.936 metros. Algunas de las montañas son consideradas lugares sagrados por la población, otras pueden ser escaladas. Algunas partes de la zona son accesibles mediante rutas de senderismo. La isla tiene una zona climática subtropical húmeda con veranos húmedos y calurosos e inviernos suaves. Dependiendo de la ubicación, las precipitaciones oscilan entre 4.000 y 8.000 milímetros al año. 
Yakushima
- Ōkawa Falls
- Oku-dake
- Mae-dake
- Nagata-hama
- Jōmon Sugi
- Kuchinoerabu-jima
- Mount Miyanoura[4][5]

## Naturaleza y paisaje
En el parque nacional hay extensas poblaciones de criptomerias y rododendros. Un área de 1.219 hectáreas con los cedros más antiguos, Yakusugi, cuya edad se estima en más de 2000 años, no forma parte del parque nacional. El 17 de mayo de 1975, el distrito de Hanayama, en la zona montañosa de Yakushima, fue designado área silvestre de Yakushima (屋久島原生自然環境保全地域) bajo protección especial.
Partes del parque nacional, así como la reserva natural de Yakushima (107,47 km²), fueron declaradas por la UNESCO Patrimonio de la Humanidad en 1993.
El parque nacional cuenta con su propia subespecie de macaco japonés (Macaca fuscata). La playa de Nagata-hama es visitada por las tortugas de carey para desovar.
En el extremo suroeste de la isla se encuentra el parque marino Kurio. Cuenta con arrecifes de coral y su correspondiente fauna exótica. El paisaje de la isla Kuchinoerabu-jima se caracteriza por diferentes volcanes y densos bosques. Allí vive la especie en peligro de extinción del zorro volador de Ryukyu.
En total, se han detectado hasta ahora en el parque nacional 1900 especies de plantas, 16 de mamíferos y 150 de aves.